# Grasski-Weltmeisterschaft 2007
Die 15. Grasski-Weltmeisterschaft fand vom 6. bis 9. September 2007 in Olešnice v Orlických horách in Tschechien statt. Zum ersten Mal wurde eine Super-Kombination ausgetragen, und nicht mehr wie seit 1987 die Kombinationswertung aus den Ergebnissen von Slalom und Super-G berechnet.

## Teilnehmer
76 Sportler (61 Männer und 15 Frauen) aus neun Nationen nahmen an der Weltmeisterschaft teil (in Klammer die Anzahl der Herren und Damen):
- Chinesisch Taipeh (1 + 1)
- Deutschland (4 + 2)
- Iran (7 + 1)
- Italien (10 + 2)
- Japan (3 + 1)
- Österreich (4 + 2)
- Schweiz (7 + 2)
- Slowakei (2 + 1)
- Tschechien (23 + 3)

Erfolgreichste Teilnehmerin war die Schweizerin Nadja Vogel, die alle vier Bewerbe gewann. Bei den Herren holten der Italiener Fausto Cerentin und der Tscheche Jan Němec jeweils zwei Goldmedaillen. Mit der Slalom-Silbermedaille der Japanerin Yukiyo Shintani ging zum ersten Mal eine Medaille nicht nach Europa.

## Medaillenspiegel
| Platz | Land        | Gold | Silber | Bronze | Gesamt |
| ----- | ----------- | ---- | ------ | ------ | ------ |
| 1     | Schweiz     | 4    | –      | –      | 4      |
| 2     | Italien     | 2    | 3      | 4      | 9      |
| 3     | Tschechien  | 2    | 1      | 2      | 5      |
| 4     | Österreich  | –    | 2      | 1      | 3      |
| 5     | Japan       | –    | 1      | –      | 1      |
|       | Slowakei    | –    | 1      | –      | 1      |
| 7     | Deutschland | –    | –      | 1      | 1      |

## Ergebnisse Herren
| Platz | Name                   | Land | Zeit 1. | Zeit 2. | Gesamt      |
| ----- | ---------------------- | ---- | ------- | ------- | ----------- |
| 01    | Jan Němec              | CZE  | 24,86 s | 26,22 s | 51,08 s     |
| 02    | Fausto Cerentin        | ITA  | 25,08 s | 26,38 s | 51,46 s     |
| 03    | Riccardo Lorenzone     | ITA  | 25,27 s | 26,27 s | 51,54 s     |
| 04    | Michael Stocker        | AUT  | 25,31 s | 26,61 s | 51,92 s     |
| 05    | Edoardo Frau           | ITA  | 25,63 s | 26,66 s | 52,29 s     |
| 06    | Michal Mačát           | CZE  | 26,04 s | 27,00 s | 53,04 s     |
| 07    | Stefan Portmann        | SUI  | 25,94 s | 27,37 s | 53,31 s     |
| 08    | Jiří Fuchs             | CZE  | 26,22 s | 27,44 s | 53,66 s     |
| 09    | Florian Göldner        | GER  | 26,04 s | 27,66 s | 53,70 s     |
| 10    | Manuel De Zan          | ITA  | 26,43 s | 27,28 s | 53,71 s     |
| 11    | Václav Srb             | CZE  | 26,43 s | 27,36 s | 53,79 s     |
| 12    | Mirko Hüppi            | SUI  | 26,07 s | 27,84 s | 53,91 s     |
| 13    | Aleš Mlíčka            | CZE  | 26,46 s | 27,62 s | 54,08 s     |
| 14    | Domenic Senn           | SUI  | 26,18 s | 28,13 s | 54,31 s     |
| 15    | Mario Matter           | SUI  | 26,71 s | 27,71 s | 54,42 s     |
| 16    | Jakob Rest             | AUT  | 27,08 s | 28,10 s | 55,18 s     |
| 17    | Lukáš Kolouch          | CZE  | 27,36 s | 28,55 s | 55,91 s     |
| 18    | Rishu Okada            | JPN  | 27,46 s | 28,55 s | 56,01 s     |
| 19    | Takuya Asukai          | JPN  | 27,28 s | 28,85 s | 56,13 s     |
| 20    | Daniel Dejori          | ITA  | 27,49 s | 28,77 s | 56,26 s     |
| 21    | Lukáš Vecheta          | CZE  | 28,09 s | 28,99 s | 57,08 s     |
| 22    | Alidad Saveh Shemshaki | IRN  | 27,91 s | 29,33 s | 57,24 s     |
| 23    | Michael Krückel        | AUT  | 28,37 s | 30,03 s | 58,40 s     |
| 24    | Timotej Oravec         | SVK  | 28,51 s | 30,13 s | 58,64 s     |
| 25    | Andrea Notaris         | ITA  | 32,96 s | 29,62 s | 1:02,58 min |
| 26    | Martin Máca            | CZE  | 28,96 s | 44,80 s | 1:13,76 min |

| Datum: 9. September 2007 Startzeit: 10:00 Uhr / 14:00 Uhr Von 57 gestarteten Läufern fielen 28 aus und drei weitere wurden disqualifiziert; 26 Läufer (46 Prozent) kamen in die Wertung. - Ausgeschieden im ersten Lauf (19): Jindřich Jež (CZE), Jan Gardavský (CZE), Michal Pohl (CZE), Peter Paukovits (AUT), Hossein Kalhor (1984) (IRN), Martin Soltík (CZE), Marco Manser (SUI), Yashima Tetsuya (JPN), Franz Seiz (GER), David Toman (CZE), Michal Sklenář (CZE), Michael Bernshausen (GER), Fabrizio Rottigni (ITA), Martin Štěpánek (CZE), Lukáš Ohrádka (SVK), Lukáš Brýdl (CZE), Pietro Guerini (ITA), Mahmood Gholami (IRN), Seyed Mojtaba Seyd (IRN) - Disqualifiziert im ersten Lauf (2): Jiří Russwurm (CZE), Šimon Vojta (CZE) - Ausgeschieden im zweiten Lauf (9): Pavel Fic (CZE), Hossein Kalhor (1982) (IRN), Rahmatollah Moghdid (IRN), Benjamin Bennett (GER), Beat Krummenacher (SUI), Lorenzo Gritti (ITA), Seyed Yasser Seyd (IRN), Michal Klimeš (CZE), Mathias Inniger (SUI) - Disqualifiziert im zweiten Lauf (1): Jakub Nekvapil (CZE) - Nicht gestartet im ersten Lauf (3): David Myslivec (CZE), Stefano Sartori (ITA), Ching-Wen Yeh (TPE) |

| Platz | Name                   | Land | Zeit 1. | Zeit 2. | Gesamt      |
| ----- | ---------------------- | ---- | ------- | ------- | ----------- |
| 01    | Fausto Cerentin        | ITA  | 29,74 s | 29,10 s | 58,84 s     |
| 02    | Jan Němec              | CZE  | 30,06 s | 29,25 s | 59,31 s     |
| 03    | Edoardo Frau           | ITA  | 30,17 s | 29,36 s | 59,53 s     |
| 04    | Michal Mačát           | CZE  | 30,23 s | 29,46 s | 59,69 s     |
| 05    | Martin Štěpánek        | CZE  | 30,44 s | 29,43 s | 59,87 s     |
| 06    | Jindřich Jež           | CZE  | 30,35 s | 29,62 s | 59,97 s     |
| 07    | Michael Stocker        | AUT  | 30,62 s | 29,63 s | 1:00,25 min |
| 08    | Florian Göldner        | GER  | 30,72 s | 29,59 s | 1:00,31 min |
| 09    | Jiří Russwurm          | CZE  | 30,50 s | 29,89 s | 1:00,39 min |
| 10    | Benjamin Bennett       | GER  | 30,85 s | 29,63 s | 1:00,48 min |
| 11    | Aleš Mlíčka            | CZE  | 30,69 s | 29,98 s | 1:00,67 min |
| 12    | Jan Gardavský          | CZE  | 30,89 s | 29,82 s | 1:00,71 min |
| 13    | Mathias Inniger        | SUI  | 30,79 s | 30,07 s | 1:00,86 min |
| 14    | Pietro Guerini         | ITA  | 30,99 s | 30,17 s | 1:01,16 min |
| 15    | Stefan Portmann        | SUI  | 31,00 s | 30,17 s | 1:01,17 min |
| 16    | Marco Manser           | SUI  | 31,12 s | 30,42 s | 1:01,54 min |
| 17    | Domenic Senn           | SUI  | 31,42 s | 30,16 s | 1:01,58 min |
| 18    | Václav Srb             | CZE  | 31,26 s | 30,33 s | 1:01,59 min |
| 19    | Riccardo Lorenzone     | ITA  | 30,43 s | 31,32 s | 1:01,75 min |
| 20    | Lorenzo Gritti         | ITA  | 31,56 s | 30,51 s | 1:02,07 min |
| 21    | Peter Paukovits        | AUT  | 31,78 s | 30,61 s | 1:02,39 min |
| 22    | Michael Bernshausen    | GER  | 31,59 s | 30,91 s | 1:02,50 min |
| 23    | Mirko Hüppi            | SUI  | 31,74 s | 30,81 s | 1:02,55 min |
| 24    | Tetsuya Yashima        | JPN  | 31,16 s | 31,57 s | 1:02,73 min |
| 25    | Daniel Dejori          | ITA  | 31,91 s | 30,84 s | 1:02,75 min |
| 26    | Alidad Saveh Shemshaki | IRN  | 31,82 s | 31,10 s | 1:02,92 min |
| 26    | Takuya Asukai          | JPN  | 31,61 s | 31,28 s | 1:02,89 min |
| 28    | Hossein Kalhor (1984)  | IRN  | 32,01 s | 30,94 s | 1:02,95 min |
| 29    | Lukáš Kolouch          | CZE  | 32,12 s | 30,99 s | 1:03,11 min |
| 30    | Lukáš Brýdl            | CZE  | 32,09 s | 31,30 s | 1:03,39 min |
| 31    | Jakob Rest             | AUT  | 32,22 s | 31,42 s | 1:03,64 min |
| 32    | Andrea Notaris         | ITA  | 32,06 s | 31,59 s | 1:03,65 min |
| 33    | Fabrizio Rottigni      | ITA  | 32,09 s | 31,65 s | 1:03,74 min |
| 34    | Beat Krummenacher      | SUI  | 32,26 s | 31,41 s | 1:03,77 min |
| 35    | Lukáš Ohrádka          | SVK  | 32,91 s | 31,10 s | 1:04,01 min |
| 36    | Jiří Fuchs             | CZE  | 32,49 s | 31,58 s | 1:04,07 min |
| 37    | Lukáš Vecheta          | CZE  | 32,65 s | 31,51 s | 1:04,16 min |
| 38    | Michal Sklenář         | CZE  | 32,51 s | 32,20 s | 1:04,71 min |
| 39    | Michal Klimeš          | CZE  | 32,56 s | 32,24 s | 1:04,80 min |
| 40    | Rishu Okada            | JPN  | 31,37 s | 33,78 s | 1:05,15 min |
| 41    | Pavel Fic              | CZE  | 32,99 s | 32,51 s | 1:05,50 min |
| 42    | Timotej Oravec         | SVK  | 33,29 s | 32,28 s | 1:05,57 min |
| 43    | Michal Pohl            | CZE  | 33,03 s | 32,74 s | 1:05,77 min |
| 44    | Seyed Mojtaba Seyd     | IRN  | 32,89 s | 33,96 s | 1:06,85 min |

| Datum: 8. September 2007 Startzeit: 10:00 Uhr / 14:00 Uhr Von 61 gestarteten Läufern fielen drei aus und weitere 13 wurden disqualifiziert, ein Läufer startete nicht im zweiten Durchgang; 44 Läufer (72 Prozent) kamen in die Wertung. - Disqualifiziert im ersten Lauf (4): Ching-Wen Yeh (TPE), Seyed Yasser Seyd (IRN), David Toman (CZE), Rahmatollah Moghdid (IRN) - Ausgeschieden im zweiten Lauf (3): Michael Krückel (AUT), Franz Seiz (GER), Manuel De Zan (ITA) - Disqualifiziert im zweiten Lauf (9): David Myslivec (CZE), Jakub Nekvapil (CZE), Hossein Kalhor (1982) (IRN), Martin Horicky (CZE), Stefano Sartori (ITA), Šimon Vojta (CZE), Mahmood Gholami (IRN), Martin Soltík (CZE), Martin Máca (CZE) - Nicht gestartet im zweiten Lauf (1): Mario Matter (SUI) |

| Platz | Name                   | Land | Zeit    |
| ----- | ---------------------- | ---- | ------- |
| 01    | Fausto Cerentin        | ITA  | 29,27 s |
| 02    | Stefano Sartori        | ITA  | 29,38 s |
| 03    | Jan Němec              | CZE  | 29,57 s |
| 04    | Riccardo Lorenzone     | ITA  | 30,10 s |
| 04    | Edoardo Frau           | ITA  | 30,10 s |
| 06    | Stefan Portmann        | SUI  | 30,46 s |
| 07    | Jan Gardavský          | CZE  | 30,50 s |
| 08    | Martin Štěpánek        | CZE  | 30,54 s |
| 09    | Jindřich Jež           | CZE  | 30,60 s |
| 10    | Pietro Guerini         | ITA  | 30,63 s |
| 11    | Michael Stocker        | AUT  | 30,68 s |
| 12    | Jiří Russwurm          | CZE  | 30,69 s |
| 13    | Benjamin Bennett       | GER  | 30,77 s |
| 14    | Václav Srb             | CZE  | 30,87 s |
| 15    | Manuel De Zan          | ITA  | 31,04 s |
| 16    | Michal Mačát           | CZE  | 31,14 s |
| 17    | Mathias Inniger        | SUI  | 31,35 s |
| 17    | Aleš Mlíčka            | CZE  | 31,35 s |
| 19    | Michael Bernshausen    | GER  | 31,46 s |
| 20    | Florian Göldner        | GER  | 31,49 s |
| 21    | Domenic Senn           | SUI  | 31,62 s |
| 22    | Mario Matter           | SUI  | 31,67 s |
| 23    | Hossein Kalhor (1984)  | IRN  | 31,78 s |
| 24    | Alidad Saveh Shemshaki | IRN  | 31,86 s |
| 25    | Lorenzo Gritti         | ITA  | 31,88 s |
| 26    | Hossein Kalhor (1982)  | IRN  | 31,99 s |
| 27    | Lukáš Brýdl            | CZE  | 32,08 s |
| 28    | Peter Paukovits        | AUT  | 32,11 s |
| 29    | Daniel Dejori          | ITA  | 32,17 s |
| 30    | Lukáš Kolouch          | CZE  | 32,29 s |
| 31    | Tetsuya Yashima        | JPN  | 32,48 s |
| 31    | Lukáš Ohrádka          | SVK  | 32,48 s |
| 33    | Mirko Hüppi            | SUI  | 32,56 s |
| 34    | Michael Krückel        | AUT  | 32,59 s |
| 35    | Jakob Rest             | AUT  | 32,61 s |
| 36    | Andrea Notaris         | ITA  | 32,62 s |
| 37    | Jakub Nekvapil         | CZE  | 32,68 s |
| 38    | Rishu Okada            | JPN  | 32,75 s |
| 39    | Martin Máca            | CZE  | 32,92 s |
| 40    | Marco Manser           | SUI  | 33,00 s |
| 41    | Seyed Yasser Seyd      | IRN  | 33,08 s |
| 42    | Fabrizio Rottigni      | ITA  | 33,17 s |
| 42    | Beat Krummenacher      | SUI  | 33,17 s |
| 44    | Mahmood Gholami        | IRN  | 33,18 s |
| 45    | Lukáš Vecheta          | CZE  | 33,26 s |
| 46    | Rahmatollah Moghdid    | IRN  | 33,39 s |
| 47    | Pavel Fic              | CZE  | 33,43 s |
| 48    | Franz Seiz             | GER  | 33,79 s |
| 49    | Takuya Asukai          | JPN  | 33,80 s |
| 50    | Michal Klimeš          | CZE  | 33,85 s |
| 51    | Seyed Mojtaba Seyd     | IRN  | 34,01 s |
| 52    | Michal Pohl            | CZE  | 34,02 s |
| 53    | Jiří Fuchs             | CZE  | 34,13 s |
| 54    | Michal Sklenář         | CZE  | 34,17 s |
| 55    | Timotej Oravec         | SVK  | 34,25 s |
| 56    | Martin Soltík          | CZE  | 34,64 s |
| 57    | David Myslivec         | CZE  | 34,81 s |
| 58    | Šimon Vojta            | CZE  | 35,62 s |
| 59    | Ching-Wen Yeh          | TPE  | 40,66 s |
| 60    | David Toman            | CZE  | 41,25 s |

| Datum: 7. September 2007 Startzeit: 10:00 Uhr Alle 60 gestarteten Läufer kamen in die Wertung. - Nicht gestartet (2): Martin Horicky (CZE), Philipp Gschwandtner (AUT) |

| Platz | Name                   | Land | Zeit SG | Zeit SL | Gesamt      |
| ----- | ---------------------- | ---- | ------- | ------- | ----------- |
| 01    | Jan Němec              | CZE  | 26,10 s | 25,17 s | 51,27 s     |
| 02    | Fausto Cerentin        | ITA  | 26,20 s | 25,64 s | 51,84 s     |
| 03    | Edoardo Frau           | ITA  | 25,24 s | 25,94 s | 52,18 s     |
| 04    | Martin Štěpánek        | CZE  | 26,94 s | 25,59 s | 52,53 s     |
| 05    | Benjamin Bennett       | GER  | 26,78 s | 25,84 s | 52,62 s     |
| 06    | Lorenzo Gritti         | ITA  | 27,16 s | 25,51 s | 52,67 s     |
| 07    | Michael Bernshausen    | GER  | 26,96 s | 25,79 s | 52,75 s     |
| 08    | Michal Mačát           | CZE  | 27,28 s | 25,54 s | 52,82 s     |
| 09    | Jan Gardavský          | CZE  | 26,92 s | 25,91 s | 52,83 s     |
| 10    | Manuel De Zan          | ITA  | 27,10 s | 25,87 s | 52,97 s     |
| 11    | Jiří Russwurm          | CZE  | 26,93 s | 26,14 s | 53,07 s     |
| 12    | Pietro Guerini         | ITA  | 27,10 s | 26,17 s | 53,27 s     |
| 13    | Stefan Portmann        | SUI  | 26,83 s | 26,61 s | 53,44 s     |
| 14    | Michael Stocker        | AUT  | 27,53 s | 25,92 s | 53,45 s     |
| 15    | Florian Göldner        | GER  | 27,59 s | 26,16 s | 53,75 s     |
| 16    | Tetsuya Yashima        | JPN  | 27,75 s | 26,62 s | 54,37 s     |
| 17    | Peter Paukovits        | AUT  | 27,79 s | 26,60 s | 54,39 s     |
| 18    | Václav Srb             | CZE  | 27,62 s | 26,86 s | 54,48 s     |
| 19    | Mirko Hüppi            | SUI  | 27,49 s | 27,21 s | 54,70 s     |
| 20    | Andrea Notaris         | ITA  | 27,55 s | 27,23 s | 54,78 s     |
| 21    | Domenic Senn           | SUI  | 27,67 s | 27,25 s | 54,92 s     |
| 22    | Mathias Inniger        | SUI  | 27,46 s | 27,55 s | 55,01 s     |
| 22    | Hossein Kalhor (1982)  | IRN  | 28,10 s | 26,91 s | 55,01 s     |
| 24    | Aleš Mlíčka            | CZE  | 28,18 s | 26,84 s | 55,02 s     |
| 25    | Lukáš Kolouch          | CZE  | 28,10 s | 27,00 s | 55,10 s     |
| 26    | Lukáš Brýdl            | CZE  | 27,61 s | 27,59 s | 55,20 s     |
| 27    | Mario Matter           | SUI  | 27,76 s | 27,50 s | 55,26 s     |
| 28    | Marco Manser           | SUI  | 28,22 s | 27,10 s | 55,32 s     |
| 29    | Takuya Asukai          | JPN  | 28,45 s | 26,99 s | 55,44 s     |
| 30    | Jakub Nekvapil         | CZE  | 28,22 s | 27,49 s | 55,71 s     |
| 31    | Daniel Dejori          | ITA  | 27,84 s | 27,95 s | 55,79 s     |
| 32    | Fabrizio Rottigni      | ITA  | 28,10 s | 27,71 s | 55,81 s     |
| 33    | Rishu Okada            | JPN  | 28,33 s | 27,62 s | 55,95 s     |
| 34    | Lukáš Ohrádka          | SVK  | 27,69 s | 28,28 s | 55,97 s     |
| 35    | Jakob Rest             | AUT  | 28,54 s | 27,53 s | 56,07 s     |
| 36    | Mahmood Gholami        | IRN  | 29,10 s | 27,24 s | 56,34 s     |
| 37    | Rahmatollah Moghdid    | IRN  | 28,21 s | 28,46 s | 56,67 s     |
| 38    | Beat Krummenacher      | SUI  | 28,32 s | 28,50 s | 56,82 s     |
| 39    | Michael Krückel        | AUT  | 28,10 s | 28,80 s | 56,90 s     |
| 40    | Alidad Saveh Shemshaki | IRN  | 28,66 s | 28,23 s | 56,89 s     |
| 41    | Michal Klimeš          | CZE  | 29,24 s | 27,68 s | 56,92 s     |
| 42    | Martin Máca            | CZE  | 28,10 s | 29,90 s | 58,00 s     |
| 43    | Lukáš Vecheta          | CZE  | 28,93 s | 28,37 s | 57,30 s     |
| 44    | Timotej Oravec         | SVK  | 28,75 s | 28,56 s | 57,31 s     |
| 45    | Pavel Fic              | CZE  | 29,23 s | 28,54 s | 57,77 s     |
| 46    | Seyed Mojtaba Seyd     | IRN  | 29,21 s | 28,60 s | 57,81 s     |
| 47    | Seyed Yasser Seyd      | IRN  | 28,60 s | 29,24 s | 57,84 s     |
| 48    | Michal Sklenář         | CZE  | 28,79 s | 29,70 s | 58,49 s     |
| 49    | Martin Soltík          | CZE  | 29,45 s | 29,29 s | 58,74 s     |
| 50    | Michal Pohl            | CZE  | 29,10 s | 29,90 s | 59,00 s     |
| 51    | Šimon Vojta            | CZE  | 30,10 s | 30,91 s | 1:01,01 min |
| 52    | David Myslivec         | CZE  | 30,34 s | 31,47 s | 1:01,81 min |
| 53    | Jiří Fuchs             | CZE  | 36,67 s | 28,10 s | 1:04,77 min |
| 54    | David Toman            | CZE  | 33,59 s | 33,69 s | 1:07,28 min |
| 55    | Ching-Wen Yeh          | TPE  | 34,16 s | 45,01 s | 1:19,17 min |

| Datum: 7. September 2007 Startzeit: Super-G: 13:00 Uhr, Slalom: 17:00 Uhr Von 60 gestarteten Läufern fielen vier aus und ein weiterer wurde disqualifiziert; 55 Läufer (92 Prozent) kamen in die Wertung. - Ausgeschieden im ersten Lauf (1): Franz Seiz (GER) - Disqualifiziert im ersten Lauf (1): Riccardo Lorenzone (ITA) - Ausgeschieden im zweiten Lauf (3): Stefano Sartori (ITA), Hossein Kalhor (1984) (IRN), Jindřich Jež (CZE) - Nicht gestartet im ersten Lauf (2): Philipp Gschwandtner (AUT), Martin Horicky (CZE) |

## Ergebnisse Damen
| Platz | Name               | Land | Zeit 1. | Zeit 2. | Gesamt      |
| ----- | ------------------ | ---- | ------- | ------- | ----------- |
| 1     | Nadja Vogel        | SUI  | 27,73 s | 29,47 s | 57,20 s     |
| 2     | Yukiyo Shintani    | JPN  | 28,71 s | 29,24 s | 57,95 s     |
| 3     | Ingrid Hirschhofer | AUT  | 28,38 s | 29,92 s | 58,30 s     |
| 4     | Ilaria Sommavilla  | ITA  | 28,62 s | 30,06 s | 58,68 s     |
| 5     | Petra Mlejnková    | CZE  | 28,93 s | 30,58 s | 59,51 s     |
| 6     | Bianca Lenz        | SUI  | 29,99 s | 33,35 s | 1:03,34 min |
| 7     | Jacqueline Gerlach | AUT  | 29,12 s | 44,74 s | 1:13,86 min |
| 8     | Fatemeh Mahdavian  | IRN  | 55,95 s | 54,09 s | 1:50,04 min |

| Datum: 9. September 2007 Startzeit: 10:00 Uhr / 14:00 Uhr Von 13 gestarteten Läuferinnen fielen drei aus und eine weitere wurde disqualifiziert, eine Läuferin startete nicht im zweiten Durchgang; acht Läuferinnen (62 Prozent) kamen in die Wertung. - Ausgeschieden im ersten Lauf (3): Caroline Hertweck (GER), Anna-Lena Büdenbender (GER), Lucie Surovcová (CZE) - Disqualifiziert im zweiten Lauf (1): Lenka Gábrišová (SVK) - Nicht gestartet im ersten Lauf (1): Hsin-Yi Lee (TPE) - Nicht gestartet im zweiten Lauf (1): Antonella Manzoni (ITA) |

| Platz | Name                  | Land | Zeit 1. | Zeit 2.     | Gesamt      |
| ----- | --------------------- | ---- | ------- | ----------- | ----------- |
| 1     | Nadja Vogel           | SUI  | 32,45 s | 31,55 s     | 1:04,00 min |
| 2     | Ingrid Hirschhofer    | AUT  | 32,57 s | 31,82 s     | 1:04,39 min |
| 3     | Anna-Lena Büdenbender | GER  | 32,82 s | 31,63 s     | 1:04,45 min |
| 4     | Ilaria Sommavilla     | ITA  | 32,99 s | 32,99 s     | 1:05,98 min |
| 5     | Petra Mlejnková       | CZE  | 33,94 s | 33,23 s     | 1:07,17 min |
| 6     | Hsin-Yi Lee           | TPE  | 58,92 s | 1:05,57 min | 2:04,49 min |

| Datum: 8. September 2007 Startzeit: 10:00 Uhr / 14:00 Uhr Von 14 gestarteten Läuferinnen fielen zwei aus und sechs weitere wurden disqualifiziert; sechs Läuferinnen (43 Prozent) kamen in die Wertung. - Ausgeschieden im ersten Lauf (1): Antonella Manzoni (ITA) - Disqualifiziert im ersten Lauf (5): Lucie Surovcová (CZE), Yukiyo Shintani (JPN), Fatemeh Mahdavian (IRN), Bianca Lenz (SUI), Lenka Gábrišová (SVK) - Ausgeschieden im zweiten Lauf (1): Jacqueline Gerlach (AUT) - Disqualifiziert im zweiten Lauf (1): Caroline Hertweck (GER) |

| Platz | Name                  | Land | Zeit        |
| ----- | --------------------- | ---- | ----------- |
| 01    | Nadja Vogel           | SUI  | 31,65 s     |
| 02    | Ingrid Hirschhofer    | AUT  | 31,97 s     |
| 03    | Antonella Manzoni     | ITA  | 32,23 s     |
| 04    | Lenka Gábrišová       | SVK  | 32,48 s     |
| 05    | Anna-Lena Büdenbender | GER  | 32,88 s     |
| 06    | Ilaria Sommavilla     | ITA  | 32,90 s     |
| 07    | Zuzana Gardavská      | CZE  | 32,94 s     |
| 08    | Caroline Hertweck     | GER  | 33,09 s     |
| 09    | Yukiyo Shintani       | JPN  | 33,51 s     |
| 10    | Jacqueline Gerlach    | AUT  | 33,68 s     |
| 11    | Petra Mlejnková       | CZE  | 34,20 s     |
| 12    | Lucie Surovcová       | CZE  | 34,62 s     |
| 13    | Bianca Lenz           | SUI  | 34,86 s     |
| 14    | Fatemeh Mahdavian     | IRN  | 40,14 s     |
| 15    | Hsin-Yi Lee           | TPE  | 1:23,06 min |

| Datum: 7. September 2007 Startzeit: 10:00 Uhr Alle 15 gestarteten Läuferinnen kamen in die Wertung. |

| Platz | Name                  | Land | Zeit SG | Zeit SL | Gesamt      |
| ----- | --------------------- | ---- | ------- | ------- | ----------- |
| 01    | Nadja Vogel           | SUI  | 28,46 s | 28,55 s | 57,01 s     |
| 02    | Lenka Gábrišová       | SVK  | 29,28 s | 28,62 s | 57,90 s     |
| 03    | Zuzana Gardavská      | CZE  | 29,25 s | 28,88 s | 58,13 s     |
| 04    | Ingrid Hirschhofer    | AUT  | 29,00 s | 29,48 s | 58,48 s     |
| 05    | Yukiyo Shintani       | JPN  | 29,58 s | 29,27 s | 58,85 s     |
| 06    | Ilaria Sommavilla     | ITA  | 29,73 s | 29,25 s | 59,98 s     |
| 07    | Caroline Hertweck     | GER  | 29,88 s | 29,29 s | 59,17 s     |
| 08    | Anna-Lena Büdenbender | GER  | 29,80 s | 29,41 s | 59,21 s     |
| 08    | Antonella Manzoni     | ITA  | 29,33 s | 29,88 s | 59,21 s     |
| 10    | Petra Mlejnková       | CZE  | 30,86 s | 29,50 s | 1:00,36 min |
| 11    | Jacqueline Gerlach    | AUT  | 30,47 s | 30,40 s | 1:00,87 min |
| 12    | Lucie Surovcová       | CZE  | 30,93 s | 30,16 s | 1:01,09 min |
| 13    | Bianca Lenz           | SUI  | 31,65 s | 30,99 s | 1:02,64 min |
| 14    | Fatemeh Mahdavian     | IRN  | 36,07 s | 50,27 s | 1:26,34 min |

| Datum: 7. September 2007 Startzeit: Super-G: 13:00 Uhr, Slalom: 17:00 Uhr Von 15 gestarteten Läuferinnen kamen 14 (93 Prozent) in die Wertung, eine Läuferin wurde disqualifiziert. - Disqualifiziert im zweiten Lauf (1): Hsin-Yi Lee (TPE) |